# 졸트 (영화)
졸트(영어: Jolt)는 미국에서 제작된 타니아 웩슬러 감독의 2021년 액션 영화이다. 케이트 베킨세일, 보비 캐너베일, 러번 콕스, 스탠리 투치, 자이 코트니 등이 주연으로 출연하였다. 2021년 7월 23일 아마존 스튜디오에 의해 개봉되었다.

## 출연

### 주연
- 케이트 베킨세일 : 린디 역
- 스탠리 투치 : 먼친 역
- 바비 카나베일 : 비카르스 형사 역
- 제이 코트니 : 저스틴 역

### 조연
- 래번 콕스 : 네빈 형사 역
- 데이비드 브래들리 : 가레스 피젤 역
- 크리스찬 브래싱톤 : 접수원 (줄리안) 역
- 오리 페퍼 : 들라크루아 역

## 개봉
2021년 7월 23일 아마존 프라임 비디오를 통해 개봉되었다.